# Ismaïl Abdoul
Ismaïl Abdoul (Gent, 22 september 1976) is een Belgische voormalige bokser met Mauritaanse roots. Hij werd onder andere Belgisch kampioen, Benelux-kampioen en EU-kampioen bij de halfzwaargewichten. Tussen 1996 en 2016 bokste hij 99 wedstrijden, waarvan hij er 59 won (20 via knock-out) en 37 verloor en 3 gelijk.

## Biografie
Abdoul vocht zijn eerste wedstrijd in het bokscircuit op 11 november 1996 tegen de Nederlander Hubert Martie, hij won na zes rondes op punten. Op 15 november 1998 vocht Abdoul op 22-jarige leeftijd voor de Belgische titel in de cruisergewichtsklasse tegen Patrick Titeux, hij won met een technische knock-out in de achtste ronde. Een jaar later veroverde hij de Beneluxtitel tegen Joeri Filipko. Naast zijn carrière als bokser bleef hij actief als nachtportier. Drie dagen na het behalen van de Beneluxtitel belandde hij in het ziekenhuis nadat een misnoegde klant vier kogels op hem had afgevuurd, die hem alle in het onderlijf raakten.
In begin 2000 verloor hij de Belgische titel aan Rudi Lupo op punten. Op 23 november 2002 vocht hij tegen Krzysztof Wlodarczyk voor de International Boxing Federation Inter-Continental Cruiser Title, hij verloor door een technische knock-out in de laatste ronde. Hij kreeg een jaar later in mei een herkans tegen Milan Konecny die hij wel versloeg. twee weken later vocht hij opnieuw voor een titel deze keer voor EBU European Union Cruiser Title tegen Ruediger May, hij verloor. Op 27 maart 2004 verloor hij een titelmatch van Vincenzo Cantatore voor de vacante EBU European Cruiser Title. Op 3 juni vocht hij voor de WBU World Cruiser Title tegen Enzo Maccarinelli maar verloor na een unanieme beslissing. Ook in 2005 verloor hij twee titelgevechten en kon er een winnen; het eerste verlies tegen Aleksej Trofimov voor de vacante IBF Inter-Continental Light Heavy Title, het tweede verlies tegen Dawid Kostecki voor de vacante WBF World Light Heavy Title en hij won van Don Diego Poeder voor de vacante BeNeLux Cruiser Title. Het jaar erop versloeg hij Poeder opnieuw voor de vacante EBU European Union Cruiser Title. In 2006 en 2007 vocht hij nog een aantal titelgevechten die hij op een gelijkspel allemaal verloor, het gelijkspel was tegen Lubos Suda en hij verloor van David Haye, Marco Huck, Gyorgy Hidvegi en Rudolf Kraj.
In 2007 werd Abdoul veroordeeld tot drie en een half jaar gevangenisstraf. Nadat hij een derde van zijn gevangenisstraf had uitgezeten werd hij op vrije voeten gesteld met een enkelband, en vond hij werk in de glasfabriek Meyvaert in Gent. 
Nadat hij vrij kwam werkte hij aan een comeback, hij vocht in 2009 twee titelgevechten: hij won tegen Fred Dillewaard voor de BeNeLux Cruiser Title en verloor van Tomasz Hutkowski voor de WBC Youth World Cruiser Title. Op 5 november verloor hij van Mateusz Masternak in een gevecht voor de vacante IBO Inter-Continental Cruiser Title.  
In 2010 figureerde Abdoul in de videoclip Kingpin Status van de Belgische rapper CHG.
Op 28 september 2012 won Abdoul de WBC-titel van Europees kampioen door na 12 ronden de Fransman Christophe Dettinger op punten te verslaan. Hij verloor in 2012 ook van Iago Kiladze voor de WBA Inter-Continental Cruiser Title. In 2013 wist hij opnieuw een titelgevecht te winnen ditmaal van Ben Nsafoah, een jaar later verloor hij van Moerat Gassiejev voor een andere Europese titel. Op 14 november 2014 verloor hij tegen Mairis Briedis een kamp voor de IBA World Cruiser Title. In 2016 wist hij tegen Nabil Lahouari de vacante Belgische titel te veroveren. Hij vocht op 29 maart 2016 in de gewonnen wedstrijd tegen Janne Forsman zijn laatste wedstrijd.
In 2024 nam Abdoul deel aan 'Special Forces - Wie durft wint' seizoen 2 op vtm. Hij vertrok op eigen initiatief in aflevering 7.